# 孫卓 (洪武進士)
孫卓，河南開封府榮澤縣人，明朝政治人物，同進士出身。

## 生平
洪武三年（1370年）庚戌科河南乡试第一名举人。洪武四年，會試四十七名，登進士三甲，授開封府寧林縣縣丞。

## 參看
- 明朝解元列表